# Vol Korean Air 85
Le 11 septembre 2001, le vol Korean Air 85 est en chemin pour l'aéroport international d'Anchorage Ted-Stevens en Alaska, lorsque des informations sur les attentats du 11 septembre sont transmises à l'équipage. La réponse au message ACARS du commandant de bord comprend les lettres « HJK », un message interprété comme un signal de détresse indiquant que le vol est détourné. Lorsque le contrôle aérien leur demande d'entrer 7500 sur le transpondeur (un code de « détournement »), le pilote s'y conforme, malgré une mauvaise communication impliquant qu'il ne tienne pas compte de l'instruction.
Le vol 85 reçoit l'ordre de se dérouter vers l'aéroport international de Whitehorse dans le territoire canadien du Yukon. Les autorités américaines et le premier ministre canadien Jean Chrétien autorisent l'abattage de l'avion s'il ne coopère pas. Les pilotes obéissent et le Boeing 747 atterri en toute sécurité à Whitehorse, avec des F-15 de la force aérienne des États-Unis l'escortant.

## L'incident
Après les attentats du 11 septembre, un appel a été lancé pour que tous les vols internationaux retournent à leurs aéroports d'origine (ou s'ils n'avaient pas assez de carburant, atterrissent en territoire canadien). En discutant des événements avec le bureau de Korean Air, le pilote du vol 85 a inclus les lettres « HJK » (le code pour "détourné") dans un message à la compagnie aérienne. Lorsque le pilote a envoyé son message, la société de services de messagerie texte, Aeronautical Radio, Incorporated (ARINC) a remarqué le code « HJK ». Les responsables de l'ARINC, inquiets que les pilotes sud-coréens envoient un message codé pour demander de l'aide, ont informé le commandement de la défense aérospatiale de l'Amérique du Nord. Ne prenant aucun risque, le NORAD a dépêché en urgence des jets F-15 de la base aérienne d'Elmendorf à Anchorage pour intercepter le 747, pendant que le contrôle de la circulation aérienne de l'Alaska posait des questions codées aux pilotes.
Le contrôle aérien a demandé au vol de changer son code de transpondeur en 7500, le code universel pour signaler un détournement, en s'attendant à ce que, s'ils n'avaient pas été détournés, les pilotes réagiraient à cet effet. Au lieu de cela, ils se sont simplement conformés à l'instruction, ce que le contrôle a considéré comme une confirmation que le vol avait bien été détourné,. Craignant qu'un éventuel avion détourné ne frappe une cible en Alaska, le gouverneur Tony Knowles a ordonné l'évacuation des grands hôtels et des bâtiments gouvernementaux à Anchorage. À proximité de Valdez, toujours en Alaska, les garde-côtes ont ordonné à tous les pétroliers qui se remplissaient de pétrole de se diriger vers la mer. Le lieutenant-général Norton Schwartz, qui était responsable des avions du NORAD qui se sont précipités pour suivre le vol 85, a déclaré aux journalistes en 2001 qu'il était prêt à ordonner que l'avion sud-coréen soit abattu avant qu'il ne puisse attaquer une cible en Alaska.
Le NORAD ayant déclaré au Centre de contrôle du trafic aérien d'Anchorage qu'il abattrait l'avion de ligne s'il s'approchait de cibles potentielles, ces contrôleurs ont informé le vol 85 d'éviter tous les centres de population et de quitter les États-Unis pour Whitehorse, dans le Yukon, au Canada. Le NORAD a rapidement appelé les autorités canadiennes à demander le feu vert pour abattre l'avion au-dessus du Canada :

« J'ai dit: "Oui, si vous pensez que ce sont des terroristes, vous m'appelez à nouveau, mais soyez prêt à les abattre." Alors je l'ai autorisé en principe, c'est un peu effrayant que... [il y ait] cet avion avec des centaines de personnes et vous devez prendre une décision comme ça.... Mais vous vous y préparez. J'y ai pensé – vous savez que vous devrez parfois prendre des décisions qui vous bouleverseront pour le reste de votre vie. »

— Jean Chrétien, premier ministre canadien en 2001
Quatre-vingt-dix minutes après que les pilotes sud-coréens ont changé le signal de leur transpondeur pour le code de détournement, l'avion a atterri en toute sécurité à Whitehorse. Les autorités canadiennes ont évacué toutes les écoles et les grands bâtiments avant l'atterrissage de l'avion. Sur le tarmac, le vol 85 a été accueilli par des agents armés de la gendarmerie royale du Canada qui, après avoir interrogé les pilotes, ont appris que toute la situation avait été causée par une erreur de traduction. Le pilote sud-coréen a déclaré qu'il avait reçu l'ordre du contrôleur aérien de changer le signal du transpondeur et le contrôle aérien a confirmé l'avoir demandé. Un deuxième 747 de Korean Air, de fret celui-ci, a également été dérouté vers Whitehorse ce jour-là. L'incident a coïncidé avec l'Opération Ruban jaune, l'opération que Transports Canada a créé pour gérer le détournement des vols des compagnies aériennes civiles à la suite des attaques.

## Numéro de vol
Korean Air utilise toujours le vol 85 sur sa liaison Séoul-Incheon vers New York-JFK. Cependant, le vol ne s'arrête plus à Anchorage et les appareils utilisés sont désormais les Boeing 747-8I, 777-300ER et 787-9.